# Satsu (Sonda)
Satsu est un village de la Commune de Sonda du Comté de Viru-Est en Estonie.
Au 31 décembre 2011, il compte 12 habitants.